# 斯奎拉切
斯奎拉切（義大利語：Squillace），是意大利卡坦扎罗省的一个市镇。总面积33平方公里，人口3484人，人口密度105.6人/平方公里（2009年）。ISTAT代码为079142。